# Five Songs and a Cover
《Five Songs and a Cover》는 2005년 11월 20일에 발매된 미국의 록 밴드 푸 파이터스의 EP이다. 그것은 베스트 바이 소매점에 독점적으로 배포되었다.
EP는 밴드의 2005년 음반 《In Your Honor》에 수록된 싱글들의 B-사이드 모음집이다. 제목은 오리지널 곡 5곡과 커버곡 1곡의 내용을 가리킨다. 커버곡은 크림의 〈I Feel Free〉로, 보컬에는 드러머 테일러 호킨스, 드럼에는 데이브 그롤이 참여한다. 음반의 한 곡인 〈Skin and Bones〉는 〈DOA〉의 B-사이드로 발매되었고, 푸 파이터스 어쿠스틱 쇼의 인기 있는 특징이 되었다. 이후 모든 곡(〈I Feel Free〉 제외)은 스트리밍 플랫폼에서 EP "01050525"의 일부로 재발매되었다.

## 곡 목록
모든 곡들은 특별한 언급이 없는 한 데이브 그롤, 테일러 호킨스, 네이트 멘델 그리고 크리스 시프렛에 의해 작사/작곡하였다.
| #  | 제목                        | 작사·작곡              | 재생 시간 |
| -- | --------------------------- | ---------------------- | --------- |
| 1. | 〈Best of You (Live)〉      |                        | 4:41      |
| 2. | 〈DOA (Demo)〉              |                        | 4:11      |
| 3. | 〈Skin and Bones〉          | 그롤                   | 3:37      |
| 4. | 〈World (Demo)〉            |                        | 5:40      |
| 5. | 〈I Feel Free (크림 커버)〉 | 잭 브루스, 피트 브라운 | 2:56      |
| 6. | 〈FFL (Fat Fucking Lie)〉   |                        | 2:29      |